# Streptocarpus glandulosissimus
Espèce
Classification APG III (2009)
Streptocarpus glandulosissimus est une espèce de plantes à fleurs de la famille des Gesneriaceae et du genre Streptocarpus.